# ميليينكو ميهيتش
ميليينكو ميهيتش (بالصربية: Миљенко Михић)‏ هو مدرب كرة قدم ولاعب كرة قدم صربي، ولد في 1934 في موستار في البوسنة والهرسك، وتوفي في 17 ديسمبر 2009 في بلغراد في صربيا.